# 鄖陽府

湖北省の鄖陽府の位置（1820年）

鄖陽府（うんようふ）は、中国にかつて存在した府。明代から民国初年にかけて、現在の湖北省十堰市一帯に設置された。

## 概要
1476年（成化12年）、明により鄖陽府が置かれた。鄖陽府は湖広省に属し、鄖・房・竹山・竹谿・上津・鄖西・保康の7県を管轄した。
清のとき、鄖陽府は湖北省に属し、鄖・房・竹山・竹谿・鄖西・保康の6県を管轄した。
1913年、中華民国により鄖陽府は廃止された。